# Kadsura
Kadsura — рід дерев'янистих ліан родини шисандрових (Schisandraceae), описаний як рід у 1810 році.

## Поширення
Кадсура є рідною для східної, південної та південно-східної Азії від Шрі-Ланки на схід до Філіппін, і від південної Кореї та Японії на південь до Яви та Малих Зондських островів, з найбільшим видовим різноманіттям у Китаї.

## Види
- Kadsura coccinea (southern China, northern Indochina)
- Kadsura induta (Yunnan, Guangxi, Vietnam)
- Kadsura renchangiana (Guangxi)
- Kadsura heteroclita (China, Indian Subcontinent, Indochina, Borneo, Sumatra)
- Kadsura longipedunculata (China)
- Kadsura oblongifolia (Guangxi, Guangdong, Hainan)
- Kadsura japonica (Japan, Korea, Nansei-shoto, Taiwan)
- Kadsura philippinensis (Philippines)
- Kadsura angustifolia (Guangxi, Vietnam)
- Kadsura acsmithii (Borneo)
- Kadsura borneensis (Sabah)
- Kadsura celebica (Sulawesi)
- Kadsura lanceolata (Malaysia, Borneo, Sumatra, Sulawesi, Maluku)
- Kadsura marmorata (Borneo, Philippines)
- Kadsura scandens (Pen Malaysia, Sumatra, Java, Bali)
- Kadsura verrucosa (Laos, Vietnam, Pen Malaysia, Sumatra, Java)

## Зовнішні посилання
- Flor de Kadsura heteroclita
- Fruto inmaduro de Kadsura longipedunculata
- Fruto maduro de Kadsura japonica